# Amoroso (cognome)
Amoroso è un cognome di lingua italiana.

## Varianti
Amorosa, Amoroselli, Amorosi, Amorosini, Amorusi, Amoruso.

## Origine e diffusione
Il cognome Amoroso deriva da un antico nome affettivo italiano, tratto dall'aggettivo "amoroso" ("pieno di amore", "innamorato" o anche "amato", "molto caro"); il nome era attestato sin dall'XI secolo a Molfetta e altri centri del Sud Italia in forme latinizzate quali Amorusius e Amorusus. Un'origine alternativa è costituita dal toponimo Amorosi in provincia di Benevento. È affine ai cognomi Amore, Amato, Amadori e Amabile.
Il cognome è diffuso in tutto il meridione, in particolare a Bari, e in parte dell'Italia centrale.

## Persone

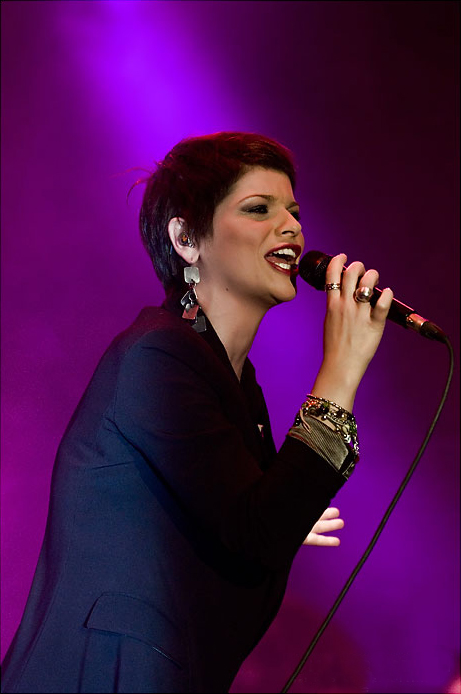
Alessandra Amoroso

- Alessandra Amoroso, cantante italiana
- Bruno Amoroso, economista italiano
- Carmine Amoroso, sceneggiatore e regista italiano
- Christian Amoroso, calciatore italiano
- Domenico Amoroso, vescovo cattolico italiano
- Fabrizio Amoroso, giocatore italiano di calcio a 5
- Federico Amoroso, militare italiano
- Gaetano Amoroso, militare italiano
- Gaetano Amoroso, operaio e militante comunista italiano
- Giovanni Amoroso, magistrato italiano
- Giuseppe Amoroso, critico letterario italiano
- Joel Amoroso, calciatore argentino
- Luigi Amoroso, matematico italiano
- Márcio Amoroso, calciatore brasiliano
- Maurizio Amoroso, giornalista italiano
- Mitzi Amoroso, cantautrice italiana
- Roberto Amoroso, cineasta italiano
- Ryan Amoroso, cestista statunitense con cittadinanza italiana
- Valerio Amoroso, cestista italiano

### Variante Amorosi
- Antonio Amorosi, pittore italiano
- Vanessa Amorosi, cantautrice australiana

### Variante Amoruso
- Francesco Maria Amoruso, politico italiano
- Joe Amoruso, pianista italiano
- Lorenzo Amoruso, calciatore italiano
- Mauro Amoruso-Manzari, ingegnere, architetto e urbanista italiano
- Nicola Amoruso, calciatore italiano
- Sophia Amoruso, imprenditrice e scrittrice statunitense